# Красава (футбольный клуб)
«Краса́ва» — российский (до 2022) и кипрский футбольный клуб. В сезоне ФНЛ-2 2021/22 представлял подмосковный город Одинцово. В сезонах 2022/23, 2023/24 и 2024/25 — участник Второго дивизиона Кипра (под названиями и FC Krasava — ENY Ypsonas и Freedom24 Krasava ENY).

## История

### Россия
8 декабря 2020 года российский блогер и бывший футболист Евгений Савин анонсировал создание футбольного клуба «Красава». 13 февраля 2021 года он объявил, что Юрий Сёмин станет тренером-консультантом команды. 20 февраля 2021 года сообщил, что клуб будет базироваться в Одинцово. 14 мая объявил о том, что команда будет базироваться в Жуковском и проводить домашние матчи на стадионе «Метеор», а база клуба будет располагаться в Бронницах.
Решение перевезти команду из Одинцова объяснил тем, что это было связано с «политической подставой» (участвовал в «Диктанте Победы» в Одинцове, будучи не осведомлённым о том, что диктант проводит «Единая Россия»). В конечном итоге прописка в Одинцове была оставлена, а домашние матчи руководством клуба было решено проводить на лужниковском стадионе «Спортивный городок». 22 июля клубом было заявлено о новой базе — в Красногорске.
18 мая 2021 года стало известно, что ФК «Красава» получил лицензию для участия в первенстве второго дивизиона ФНЛ сезона 2021/22. Летом стало известно о выделении букмекерской компанией Winline 50 млн ₽ на развитие клуба. 14 июля 2021 года клуб провёл первый официальный матч, победив в домашней игре «Металлург-Видное» со счётом 3:0 в 1/256 финала Кубка России. Первый матч в рамках первенства состоялся 18 июля на стадионе «Юность» в Твери, где «Красава» уступил одноимённому клубу со счётом 1:3. В Кубке России в дебютном сезоне 2021/22 коллектив дошёл до стадии 1/64 финала, где уступил со счётом 1:2 брянскому «Динамо». В ходе сезона Савин также ввёл правило, согласно которому болельщикам возвращались деньги за купленные билеты в случае поражения команды в домашних играх. К концу 2021 года согласно бухгалтерской отчётности клуб «Красава» подошёл с убытком в 10,8 млн рублей.
С апреля по июнь 2021 года главным тренером «Красавы» был Сергей Рыжиков. 10 июня клуб сообщил, что в качестве главного тренера с командой на сборах работает Алексей Радевич. Де-юре главным тренером был заявлен Сергей Чикишев, в 2022 году в клубе не числился.
18 апреля 2022 года Евгений Савин опубликовал на своём YouTube-канале видео о вторжении на Украину, в котором приняли участие некоторые украинские футболисты. Через два дня администрация красногорского стадиона «Зоркий» объявила о расторжении договора с клубом «Красава». После этого на сайте клуба перестал отображаться логотип букмекерской компании Winline — главного спонсора клуба, а в ближайшем матче против «Шинника» 23 апреля на футболках игроков логотип Winline был заклеен жёлтым скотчем, при этом официально о разрыве отношений не сообщалось. 28 мая 2022 года стало известно, что клуб не примет участия в следующем сезоне ФНЛ-2. В этот же день клуб сообщил о том, что Алексей Радевич покинул пост главного тренера команды по собственному желанию.

### Кипр
31 мая 2022 года президент клуба Евгений Савин объявил о переезде команды за пределы России; а 20 июля сообщил о завершении процесса регистрации юридического лица FC Krasava Ltd. на Кипре и достижении договорённости о покупке клуба местного Второго дивизиона «Ипсонас» из одноимённого муниципалитета района Лимасол, на базе которого будет продолжено функционирование ФК «Красава». Также в прессе появилась информация, что изначально Савин выражал интерес стать инвестором находящегося в тяжёлом финансовом положении клуба «Алки Ороклини», однако препятствием к заключению сделки стало условие о смене названия команды.
21 марта 2023 года Евгений Савин объявил о сборе средств посредством донатов на существование команды в сезоне 2023/24.
В июле 2023 года Freedom Finance Europe (европейское подразделение Freedom Holding Corp.) и футбольный клуб Krasava объявили о партнёрстве.
В сезоне 2024/25 клуб стал победителем дивизиона B и вышел в высший дивизион страны.

## Логотип, цвета клуба
| Жёлтый | Чёрный |

Технические спонсоры (экипировка) — Puma (2021—2022), Macron (с 2022). На сезон 2023/24 Савиным заявлено о возвращении сотрудничества с Puma.
Савин задумывал создать оригинальный логотип, без привычных элементов из щитов, мячей, года основания и прочих. Для одного из своих выпусков на YouTube-канале Савин ездил в Великобританию, где в числе прочего посетил ответный полуфинальный матч Лиги чемпионов 2018/19 «Ливерпуль» — «Барселона», в котором «Ливерпуль» совершил камбэк: после поражения 0:3 в первом матче выиграл со счётом 4:0. Празднование Савиным четвёртого гола в виде жеста с четырьмя пальцами запечатлелось в сети в виде экспрессивной фотографии, впоследствии было принято решение на базе этого кадра, ставшего своеобразным мемом и символом, создать эмблему ФК «Красава». Для более чёткого отображения букв К, Р, С и В на пальцы на логотипе были «надеты» перстни.
После переезда команды на Кипр кириллическая C на эмблеме была заменена греческой Σ.
Официальная эмблема на ресурсах соревнований в сезонах 2022/23—2024/25 была другой.

#### Названия на Кипре
Приведены также некоторые сведения о клубе «Ипсонас», который был приобретён Савиным.
| Время | Название                                                                        | Эмблема                         | Примечания | Примечания |                                                                     |
| --- | ------------------------------------------------------------------------------- | ------------------------------- | --- | --- | ------------------------------------------------------------------- |
| 2014 | Создание «ЭНИ-Дигениса» (греч. Ε.Ν.Υ.-Διγενής)                                  | клуба «ЭНИ-Дигенис» / «Ипсонас» | путём объединения двух команд | ЭНИ[греч.] (греч. Ε.Ν.Υ., Ένωση Νέων Ύψωνα — Союз молодёжи Ипсонаса) |                                                                     |
| 2014 | Создание «ЭНИ-Дигениса» (греч. Ε.Ν.Υ.-Διγενής)                                  | клуба «ЭНИ-Дигенис» / «Ипсонас» | путём объединения двух команд | «Дигенис Акритас»[греч.] (греч. Διγενής Ακρίτας — Дигенис Акрит) |                                                                     |
| май 2019 | Переименование в «Ипсонас»                                                      | клуба «ЭНИ-Дигенис» / «Ипсонас» | Однако клуб продолжает обозначаться как «ЭНИ-Дигенис» (греч. Ε.Ν.Υ. Διγενής Ύψωνα) | Однако клуб продолжает обозначаться как «ЭНИ-Дигенис» (греч. Ε.Ν.Υ. Διγενής Ύψωνα) |                                                                     |
| |                                                                                 | клуба «ЭНИ-Дигенис» / «Ипсонас» | Упоминается также как FC Eny Ypsonas. В сезонах 2014/15—2021/22 команда играет в Третьей лиге (2014/15—2018/19, 2021/22) и Дивизионе B (2019/20, 2020/21). В сезоне 2021/22 — выход в Дивизион B | |                                                                     |
| Регистрация на Кипре организации FC Krasava Ltd и достижение договорённости о приобретении Савиным «Ипсонаса» |                                                                                 |                                 | | |                                                                     |
| сезон 2022/23                                                                                                 | FC Krasava — Eny Ypsonas / Krasava ΕΝΥ Ύψωνας                                   | клуба «ЭНИ-Дигенис» / «Ипсонас» | Клуб продолжал обозначаться сугубо как «ЭНИ-Дигенис» (греч. Ε.Ν.Υ. Διγενής Ύψωνα): со старой эмблемой и датой основания, без упоминания «Красавы». Позже была добавлена приставка FC Krasava     | Клуб продолжал обозначаться сугубо как «ЭНИ-Дигенис» (греч. Ε.Ν.Υ. Διγενής Ύψωνα): со старой эмблемой и датой основания, без упоминания «Красавы». Позже была добавлена приставка FC Krasava |                                                                     |
| сезон 2023/24                                                                                                 | FC Krasava — Freedom24 / FC Freedom24 — Krasava — Ypsonas / Freedom 24 ΕΝ Ύψωνα | клуба «ЭНИ-Дигенис» / «Ипсонас» | Обозначается как Freedom24 Ε.Ν.Υ. Διγενής Υψωνα | Обозначается как Freedom24 Ε.Ν.Υ. Διγενής Υψωνα |                                                                     |
| сезон 2024/25                                                                                                 | FC Krasava — Freedom24 / FC Freedom24 — Krasava — Ypsonas / Freedom 24 ΕΝ Ύψωνα | клуба «ЭНИ-Дигенис» / «Ипсонас» | Обозначается как Freedom24 Ε.Ν.Υ. Διγενής Υψωνα | Обозначается как Freedom24 Ε.Ν.Υ. Διγενής Υψωνα |                                                                     |
| с сентября-октября 2024                                                                                       | FC Krasava — Freedom24 / FC Freedom24 — Krasava — Ypsonas / Freedom 24 ΕΝ Ύψωνα | команды ЭНИ                     | Обозначается как Freedom24 Ένωση Νέων Ύψωνα | Возрождение бренда Союза молодёжи Ипсонаса (греч. Ένωση Νέων Ύψωνα) | Возрождение бренда Союза молодёжи Ипсонаса (греч. Ένωση Νέων Ύψωνα) |
| сезон 2025/26                                                                                                 | FC Krasava — Freedom24 / FC Freedom24 — Krasava — Ypsonas / Freedom 24 ΕΝ Ύψωνα | с пальцами                      | Обозначается как Freedom24 Krasava Ε.Ν.Y | Обозначается как Freedom24 Krasava Ε.Ν.Y |                                                                     |

## Статистика

### 2021/22
| Турнир          | Турнир                           | Игры | Победы | Ничьи | Поражения | ГЗ | ГП | +/- | В%     | Результат (место)                                                                  | Результат (место)                                                                  |
| --------------- | -------------------------------- | ---- | ------ | ----- | --------- | -- | -- | --- | ------ | ---------------------------------------------------------------------------------- | ---------------------------------------------------------------------------------- |
| Кубок России    | Кубок России                     | 3    | 2      | 0     | 1         | 7  | 2  | +5  | 066,67 | 1/64 финала                                                                        | 1/64 финала                                                                        |
| ФНЛ-2, группа 2 | первый этап, подгруппа 1         | 18   | 9      | 4     | 5         | 28 | 14 | +14 | 050,00 | 3-е место из 10                                                                    | итог — 6-е место из 21                                                             |
| ФНЛ-2, группа 2 | второй этап, подгруппа «А»       | 12   | 4      | 2     | 6         | 22 | 23 | −1  | 033,33 | 6-е место из 12*                                                                   | итог — 6-е место из 21                                                             |
| ФНЛ-2, группа 2 | первый и второй этапы (суммарно) | 30   | 13     | 6     | 11        | 50 | 39 | +11 | 043,33 | 6-е место из 12*                                                                   | итог — 6-е место из 21                                                             |
| Всего           | Всего                            | 33   | 15     | 6     | 12        | 57 | 39 | +18 | 045,45 | * Второй этап начинался с показателей части матчей первого этапа (4-е место из 12) | * Второй этап начинался с показателей части матчей первого этапа (4-е место из 12) |

На первом этапе ФНЛ-2 также был сыгран гостевой матч со «Смоленском» (2:2), результат которого был аннулирован по причине снятия «Смоленска» с первенства (не учтён в приведённой таблице).
Лучший бомбардир в сезоне 2021/22: Максим Чиканчи — 11 голов (10 — в первенстве, 1 — в кубке).

### 2022/23
| Турнир                | Турнир                           | Игры | Победы | Ничьи | Поражения | ГЗ | ГП | +/- | В%     | Результат (место)                                                           | Результат (место)                                                           |
| --------------------- | -------------------------------- | ---- | ------ | ----- | --------- | -- | -- | --- | ------ | --------------------------------------------------------------------------- | --------------------------------------------------------------------------- |
| Второй дивизион Кипра | первый этап                      | 15   | 5      | 4     | 6         | 26 | 24 | +2  | 033,33 | 11-е место из 16                                                            | итог — 12-е место из 15                                                     |
| Второй дивизион Кипра | второй этап, за 9—16-е места     | 12   | 4      | 4     | 4         | 25 | 19 | +6  | 033,33 | 4-е место из 7*                                                             | итог — 12-е место из 15                                                     |
| Второй дивизион Кипра | первый и второй этапы (суммарно) | 27   | 9      | 8     | 10        | 51 | 43 | +8  | 033,33 | 4-е место из 7*                                                             | итог — 12-е место из 15                                                     |
| Кубок Кипра           | Кубок Кипра                      | 1    | 0      | 0     | 1         | 2  | 3  | −1  | 000,00 | 1-й раунд                                                                   | 1-й раунд                                                                   |
| Всего                 | Всего                            | 28   | 9      | 8     | 11        | 53 | 46 | +7  | 032,14 | * Второй этап начинался с показателей матчей первого этапа (3-е место из 8) | * Второй этап начинался с показателей матчей первого этапа (3-е место из 8) |

На втором этапе первенства второго дивизиона также был сыгран гостевой матч с «Алки Ороклини», результат которого (8:1 в пользу «Красавы») был аннулирован решением федерации (команда «Алки Ороклини» снялась с первенства после 2-го тура второго этапа).
Лучший бомбардир в сезоне 2022/23: Артур Карашаускас — 15 голов (14 — в первенстве, 1 — в кубке; с учётом мячей (2), забитых в матче против «Алки Ороклини», результат которого был аннулирован).

### 2023/24
| Турнир                | Турнир                           | Игры | Победы | Ничьи | Поражения | ГЗ | ГП | +/- | В%     | Результат (место)                                                           | Результат (место)                                                           |
| --------------------- | -------------------------------- | ---- | ------ | ----- | --------- | -- | -- | --- | ------ | --------------------------------------------------------------------------- | --------------------------------------------------------------------------- |
| Второй дивизион Кипра | первый этап                      | 15   | 7      | 6     | 2         | 20 | 11 | +9  | 046,67 | 5-е место из 16                                                             | итог — 5-е место из 16                                                      |
| Второй дивизион Кипра | второй этап, за 1—8-е места      | 14   | 5      | 2     | 7         | 19 | 25 | −6  | 035,71 | 5-е место из 8*                                                             | итог — 5-е место из 16                                                      |
| Второй дивизион Кипра | первый и второй этапы (суммарно) | 29   | 12     | 8     | 9         | 39 | 36 | +3  | 041,38 | 5-е место из 8*                                                             | итог — 5-е место из 16                                                      |
| Кубок Кипра           | Кубок Кипра                      | 1    | 0      | 0     | 1         | 0  | 3  | −3  | 000,00 | 2-й раунд                                                                   | 2-й раунд                                                                   |
| Всего                 | Всего                            | 30   | 12     | 8     | 10        | 39 | 39 | +0  | 040,00 | * Второй этап начинался с показателей матчей первого этапа (5-е место из 8) | * Второй этап начинался с показателей матчей первого этапа (5-е место из 8) |

Лучший бомбардир — Артур Карашаускас — 14 мячей

### 2024/25
| Турнир                | Турнир                           | Игры | Победы | Ничьи | Поражения | ГЗ | ГП | +/- | В%     | Результат (место)                                                           | Результат (место)                                                           |
| --------------------- | -------------------------------- | ---- | ------ | ----- | --------- | -- | -- | --- | ------ | --------------------------------------------------------------------------- | --------------------------------------------------------------------------- |
| Второй дивизион Кипра | первый этап                      | 15   | 11     | 2     | 2         | 24 | 8  | +16 | 073,33 | 1-е место из 16                                                             | итог — 1-е место из 16                                                      |
| Второй дивизион Кипра | второй этап, за 1—8-е места      | 14   | 8      | 3     | 3         | 22 | 9  | +13 | 057,14 | 1-е место из 8*                                                             | итог — 1-е место из 16                                                      |
| Второй дивизион Кипра | первый и второй этапы (суммарно) | 29   | 19     | 5     | 5         | 46 | 17 | +29 | 065,52 | 1-е место из 8*                                                             | итог — 1-е место из 16                                                      |
| Кубок Кипра           | Кубок Кипра                      | 1    | 0      | 0     | 1         | 1  | 2  | −1  | 000,00 | 1-й раунд                                                                   | 1-й раунд                                                                   |
| Всего                 | Всего                            | 30   | 19     | 5     | 6         | 47 | 19 | +28 | 063,33 | * Второй этап начинался с показателей матчей первого этапа (1-е место из 8) | * Второй этап начинался с показателей матчей первого этапа (1-е место из 8) |

Лучший бомбардир — Мариям Суто — 11 мячей (все — в первенстве).

## Домашние стадионы
| Турнир                        | Турнир                        | Стадион на домашних матчах                 | Количество матчей | Примечание  |
| ----------------------------- | ----------------------------- | ------------------------------------------ | ----------------- | ----------- |
| Кубок России                  | Кубок России                  | Спортивный городок «Лужники» (Москва)      | 2                 | 2021 год    |
| ФНЛ-2                         | первый этап                   | Спортивный городок «Лужники» (Москва)      | 9                 | 2021 год    |
| ФНЛ-2                         | второй этап                   | «Салют» (Долгопрудный)                     | 1                 | 2022 год    |
| ФНЛ-2                         | второй этап                   | «Зоркий» (Красногорск)                     | 1                 | 2022 год    |
| ФНЛ-2                         | второй этап                   | «Шинник» (Ярославль)                       | 1                 | 2022 год    |
| ФНЛ-2                         | второй этап                   | УТБ «Новогорск-Динамо» (Химки)             | 2                 | 2022 год    |
| ФНЛ-2                         | второй этап                   | имени Виктора Лосева (Муром)               | 1                 | 2022 год    |
| Второй дивизион Кипра 2022/23 | первый этап                   | «Дасаки» (Дасаки-Ахнас, район Фамагуста)   | 1                 | 2022 год    |
| Второй дивизион Кипра 2022/23 | первый этап                   | «Парекклисия» (Парекклисия, район Лимасол) | 5                 | 2022 год    |
| Второй дивизион Кипра 2022/23 | первый этап                   | Цирион Атлетик Центр (Лимасол)             | 2                 | 2022 год    |
| Второй дивизион Кипра 2022/23 | второй этап                   | «Парекклисия» (Парекклисия, район Лимасол) | 6                 | 2023 год    |
| Второй дивизион Кипра 2023/24 | первый этап                   | Цирион Атлетик Центр (Лимасол)             | 14                | 2023 год    |
| Второй дивизион Кипра 2023/24 | второй этап                   | Цирион Атлетик Центр (Лимасол)             | 14                | 2024 год    |
| Второй дивизион Кипра 2024/25 | Второй дивизион Кипра 2024/25 | «Дасаки» (Дасаки-Ахнас, район Лимасол)     | 9                 | [ 64 ]      |
| Второй дивизион Кипра 2024/25 | Второй дивизион Кипра 2024/25 | «Эрими» (Эрими, район Лимасол)             | 3                 | [ 64 ]      |
| Второй дивизион Кипра 2024/25 | Второй дивизион Кипра 2024/25 | Цирион Атлетик Центр (Лимасол)             | 2                 | [ 64 ]      |
| Второй дивизион Кипра 2024/25 | Второй дивизион Кипра 2024/25 | «Трахониу» («Трахони», район Лимасол)      | 1                 | [ 64 ]      |
| Чемпионат Кипра 2025/26       | Чемпионат Кипра 2025/26       | Аммохостос (Ларнака)                       |                   | первый матч |

По словам Савина, стоимость проведения одного матча в «Лужниках» составляла 1 млн рублей. Организация и финансовое обеспечение трансляций на YouTube была на спонсоре клуба — букмекерской компании Winline.
Перед первой домашней игрой второго этапа первенства клубом было объявлено, что первая игра пройдёт на стадионе «Салют» в Долгопрудном, а все последующие домашние игры будут проводиться на стадионе «Зоркий» в Красногорске.
После расторжения договора со стадионом «Зоркий» клуб путём договорённости с «Динамо-2» и согласования с Футбольной национальной лигой осуществил обмен кругами: ближайший домашний матч 1 мая с «Динамо-2» стал гостевым, а игра 28 мая — домашней, однако и она прошла на поле «Динамо-2» в Новогорске, как и игра с «Волной» 4 июня. Домашние игры с «Шинником» (22 мая) и «Муромом» (10 июня) состоялись в Ярославле и Муроме соответственно, на полях номинальных гостей.

## Руководство
| Должность | Имя           |
| --------- | ------------- |
| Президент | Евгений Савин |

## Тренерский штаб
| Должность                  | Имя                  |
| -------------------------- | -------------------- |
| Главный тренер             | Лука Лиасос          |
| Ассистент главного тренера | Александр Криворучко |
| Ассистент главного тренера | Сергей Якушин        |

## Главные тренеры
Россия
- Сергей Рыжиков (апрель — июнь 2021)
- Алексей Радевич (де-факто; июнь 2021 — май 2022)[e], Сергей Чикишев (де-юре; июль — декабрь 2021)

Кипр
- Николай Цымбал (сентябрь — ноябрь 2022)
- Никос Панайоту (ноябрь 2022 — март 2023)[76][77]
- Александр Криворучко (март 2023 — июнь 2023)[75]
- Константинос Хараламбидис (июнь 2023[78] — февраль 2024)
- Лиасос Лука (с февраля 2024)[79]